# Andrew P. W. Bennett
 (octobre 2023).
Pour les articles homonymes, voir Andrew Bennett.
Andrew P. W. Bennett, né en août 1972 à Toronto en Ontario, est un intellectuel canadien. Il a été le premier et l'unique ambassadeur du Canada pour la liberté de religion en tant que dirigeant du Bureau de la liberté de religion du Canada à partir de sa création en 2013 jusqu'à sa dissolution en 2016.